# Hippocampus reidi
Hippocampus reidi là một loài cá ngựa thuộc họ Syngnathidae. Nó được tìm thấy ở các vùng ven biển nông quanh Bahamas, Barbados, Belize, Bermuda, Brasil, Colombia, Cuba, Grenada, Haiti, Honduras, Jamaica, Panama, Hoa Kỳ, vàVenezuela. 

## Hình ảnh

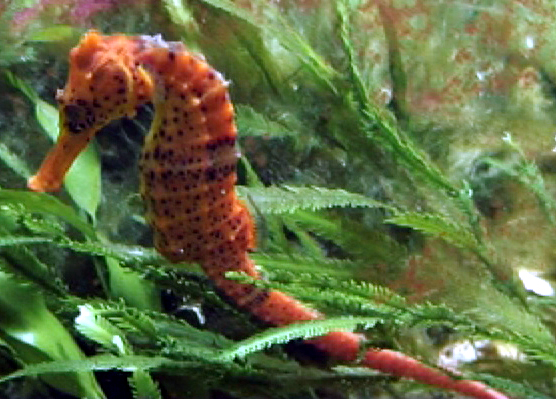
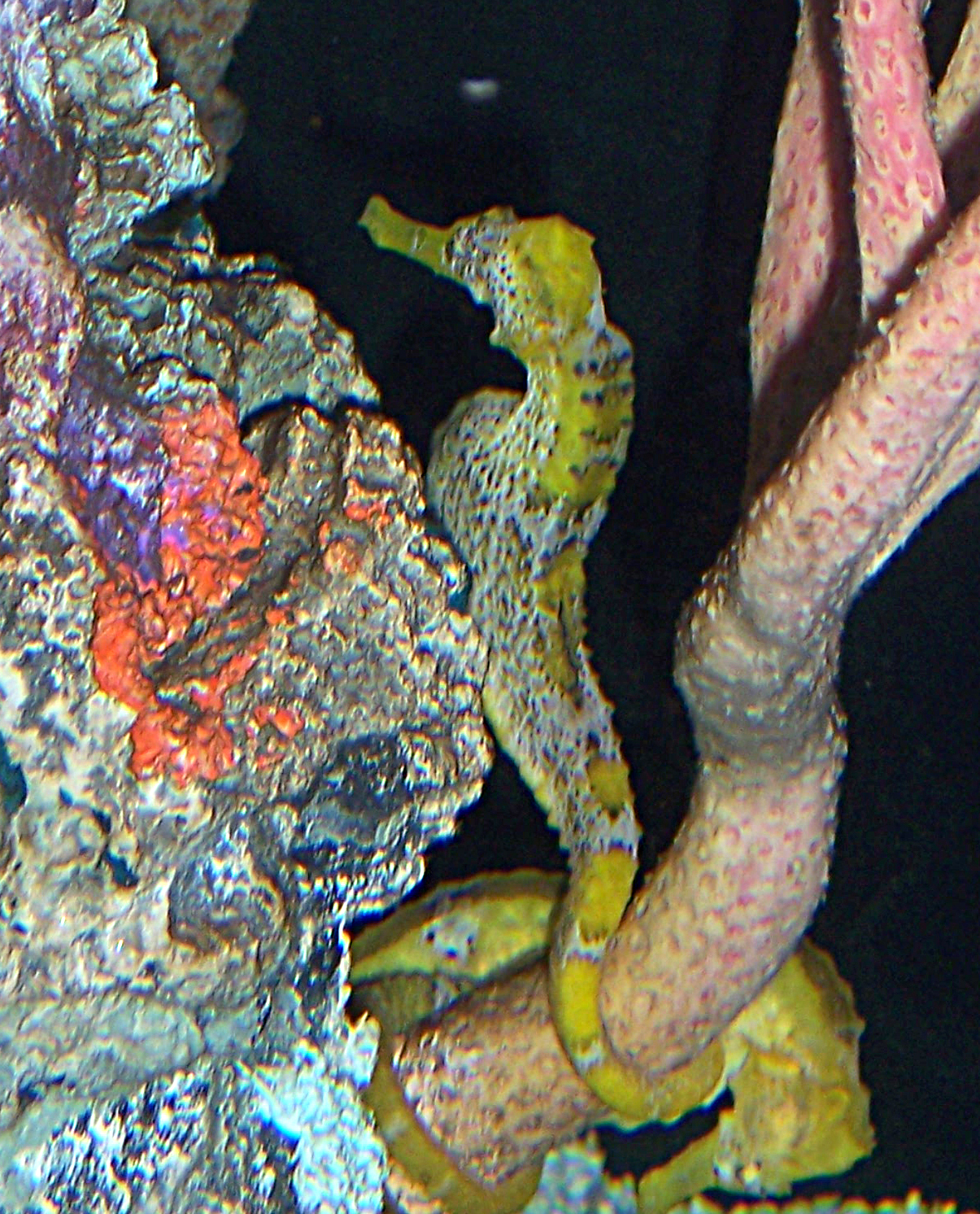
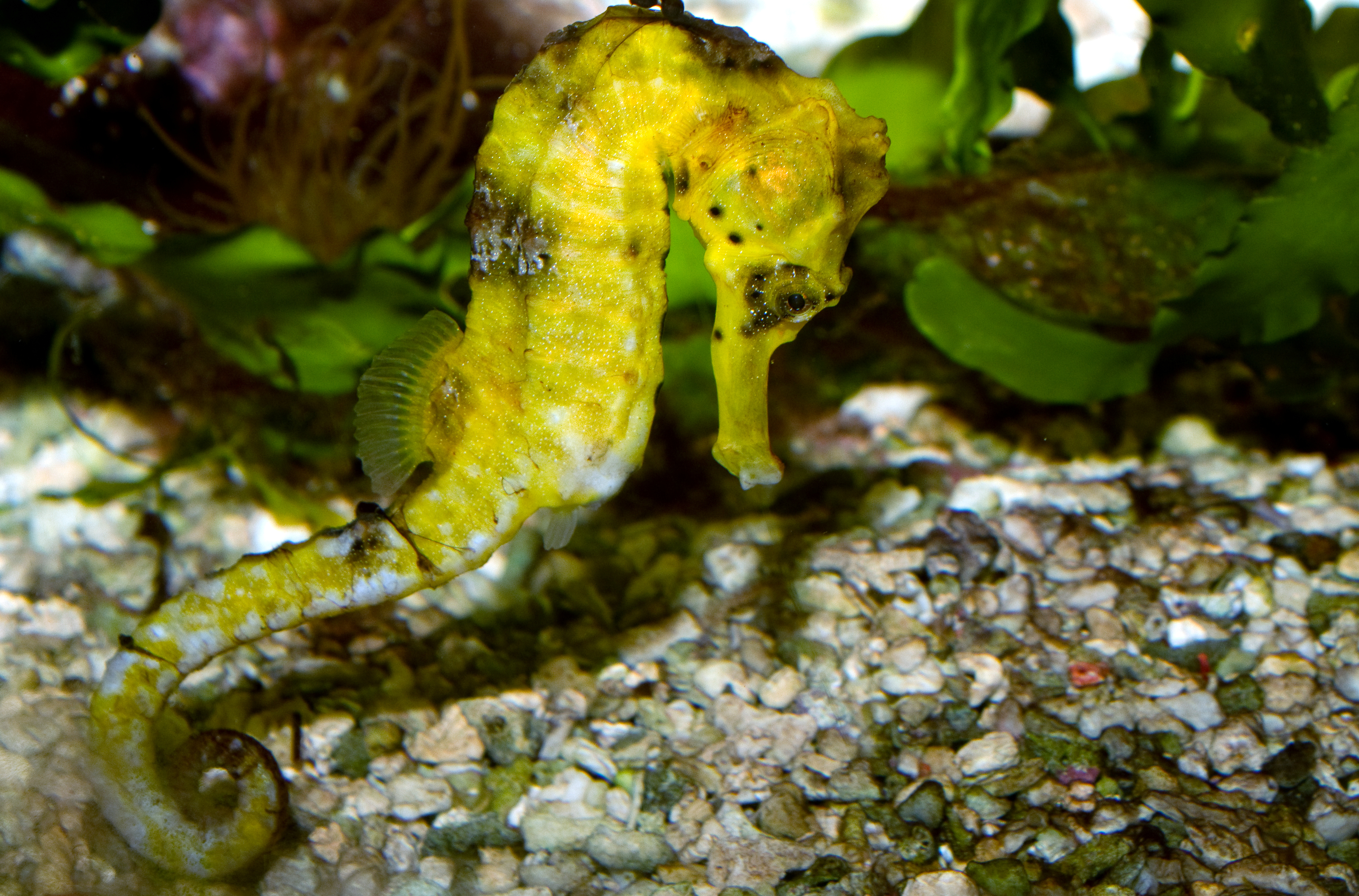
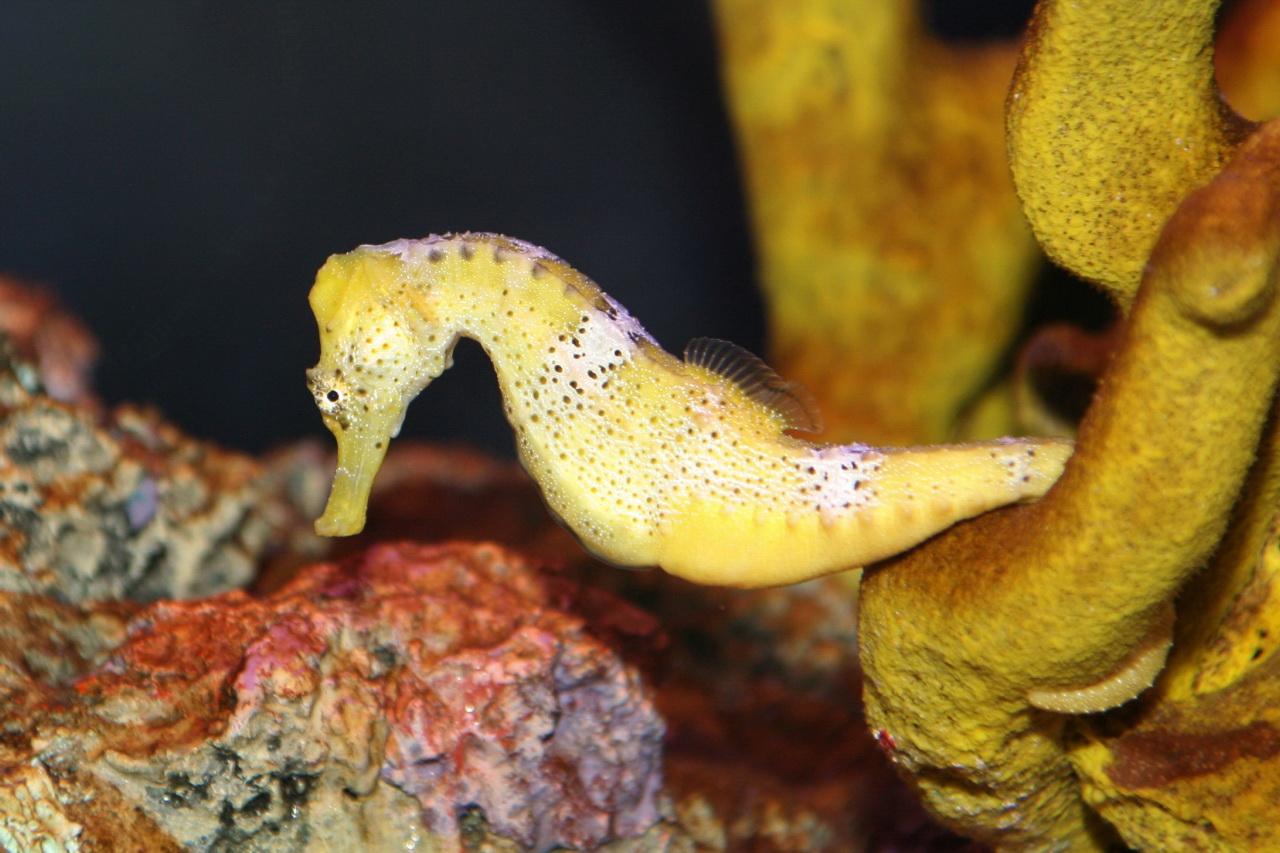